# مركز الدراسات والبحوث اليمني
مركز الدراسات والبحوث اليمني (بالإنجليزية: The Yemen Center for Studies and Research) هو هيئة بحثية يمنية مستقلة، تأسس عام 1979 وألحق حينها بوزارة التربية والتعليم، ويُعد أول مركز بحثي في الجزيرة العربية والخليج ومقره في مدينة صنعاء. أُنيطت بالمركز مهمة نشر الدراسات والبحوث التي تقوم بالتعريف باليمن شعباً وأرضاً وثقافةً، ويعني بشكل أساسي بالتراث الزاخر لليمنيين من أدب وفكر وعلم، إلى جانب العمل على صون هذا التراث من عوامل الانقراض والتلف أو الإهمال، كما يقوم بتحقيق علمي لما يصل إليه ويتولى نشره في عدد من الميادين. كما يهتم المركز بالبحث العلمي وخاصة ذلك المتعلق بتقنية المعلومات، والعمل على تطوير مهارات وتأهيل الباحثين اليمنيين في هذا المجال، ويتكون المركز من عدد من الدوائر البحثية إلى جانب الإدارات الفنية والخدمية.

## نشأته وتطوره
في عام 1979 صدر قرار جمهوري قضى بإنشاء مركز الدراسات والبحوث اليمني، بناءً على القرار الصادر من مجلس الوزراء اليمني برقم (6) لسنة 1979 بشأن إنشاء مركز الدراسات والبحوث اليمنية، وتبلور القرار حتى صار المركز قائماً على أرض الواقع بفضل العمل الجاد وحتى يكون لليمن مركز بحث أكاديمي يهتم بشتى الدراسات والأبحاث العلمية وخاصة ما يتعلق منها بالتراث الحضاري الذي خلفته الحضارات اليمنية السالفة.

## المهام الأساسية المناطة بالمركز
كأي مرفق حكومي حديث لم تظهر مردودات المركز إلا مع حلول العام 1980م ، وذلك بعد أن قطع شوطاً في طور التأسيس وبدأت تتبلور ملامح اختصاصاته وخطواته التي رسمت له، استناداً على القرار الجمهوري بالقانون رقم (٧) لعام 1980م ، والذي حدد الهدف العام من إنشاء المركز على النحو الآتي:
1. القيام بالبحوث والدراسات البشرية والطبيعية عن الجمهورية اليمنية في الماضي والحاضر والمستقبل، ونشر التراث اليمني قديمه وحديثه.
2. تشجيع التأليف والترجمة، ونشر الأبحاث والدراسات والمؤلفات العلمية، وإقامة الندوات والمؤتمرات التي يمكن الاستفادة منها في بناء المجتمع.
3. المحافظة على الفنون والآداب الشعبية، والسعي إلى تطويرها بمختلف الوسائل.
4. يتولى المركز الإشراف على الباحثين اليمنيين، وكذلك الأجانب الموفدين من هيئات ومؤسسات ومراكز أبحاث تتشابه أغراضها مع أغراض المركز، على ألا يمارس الباحثون الأجانب المهام التي أوفدوا من أجلها إلا بعد الحصول على موافقة المركز، وعلى المركز إبلاغ الجهات المختصة أنهم يعملون تحت إشرافه.(وثيقة٢)

وعلى هذا النحو فقد أعطى القرار الجمهوري للمركز دفعاً جديداً إلى الأمام، واعتبره هيئة مستقلة، ومكنه من أن ينشئ له إدارات متفرعة، ويصدر نظاماً ينسجم مع الرسالة التي يضطلع بها.
وهناك جوانب متشابهة في طبيعة الأعمال التي يقوم بها المركز، والتي تقوم بها الهيئة العامة للآثار ودور الكتب ووزارة الثقافة فيما يتعلق بجمع الوثائق والمخطوطات، وكذلك ما يتصل بنشر التراث حددها قانون اختصاصات المركز.(وثيقة٢) وبمرور الأعوام اتسع نطاق أعمال المركز، وتنوعت مجالاته واختصاصاته، لا سيما بعد أن تولى رئاسته الأديب والشاعر الكبير الدكتور عبد العزيز المقالح، وصار يضم حالياً عشرة دوائر بحثية هي: الدائرة الأدبية، والدائرة الاجتماعية، والدائرة السياسية، والدائرة الاقتصادية، والدائرة القانونية، والدائرة التاريخية، ودائرة الموروث الشعبي، ودائرة الترجمة، ودائرة النشر، ودائرة نظم المعلومات، بالإضافة إلى المكتبة وصالة للدوريات والصحف اليمنية والعربية، وقاعة لعقد الندوات وورش العمل العلمية والاجتماعات المختلفة، علاوة على قاعة المسرح، وغيرها من المكاتب الإدارية والخدمية.
أستمر المركز بالتطور والتنسيق مع الهيئات والمؤسسات المعنية بالشأن الثقافي، منها اتفاقية التعاون بين مركز الدراسات والبحوث اليمني والمعهد الأمريكي للدراسات اليمنية، لتطوير البحوث القائمة على الدراسة والمتابعة والاطلاع في الميادين العلمية والثقافية للدراسات اليمنية، بوصف المركز فرع عن جامعة صنعاء، وقد نصت بنود الاتفاقية على ما يلي:
1. تشجيع البحوث التعاونية بين الأمريكيين واليمنيين، ويشمل ذلك التدريب على التقنية في البحوث العلمية والميثولوجيا (الأساطير) وعلم المنهج.
2. توفير مراجع أساسية في المركز، تشتمل على امكانات تقديم الهبات المالية لمشاريع البحوث الفردية والتعاونية للدارسين اليمنيين أو الأمريكيين، ومعرفة كيفية استخدام المراجع.
3. إنشاء مكتبة خاصة بالبحوث التي تعنى بمجالات الدراسات اليمنية المختلفة، ويكون مقرها في المركز، وتستخدم من قبل الدارسين اليمنيين والأمريكيين وتجهيزها بأدوات ناسخة (ميكروفيلم و ميكرو فيشه) وآلات طباعة وأدوات أخرى ضرورية للبحوث.
4. تقديم التسهيلات الخاصة بالمنح والزمالات الدراسية للدارسين اليمنيين والأمريكيين، والمساعدة في توفير المنح والزمالات الإضافية.
5. تنسيق عملية التبادل بين المدرسين في جامعة صنعاء والجامعات الأمريكية، والمساعدة على تطوع المدرسين الأمريكيين في المجالات التي تقتضيها الضرورة.(وثيقة٣)

## الهيكل التنظيمي الإداري للمركز
تتكون بنية المركز التنظيمية من مجلس أمناء المركز، ورئيس المركز، ونائبه، ودوائر الدراسات والبحوث، والإدارات المختلفة، ويمكن إعطاء فكرة عامة عن ذلك على النحو التالي:

### مجلس أمناء المركز
ويتكون من مدير جامعة صنعاء وهو رئيس مجلس أمناء المركز، وعضوية كل من رئيس المركز، ونائب رئيس المركز، ورئيس الهيئة العامة للآثار ودور الكتب، وعمداء كليات جامعة صنعاء، بالإضافة إلى تعيين خسمة أعضاء آخرين ممن توفر فيهم الكفاءات العلمية ويصدر بتعيينهم قرار من مدير جامعة صنعاء رئيس مجلس الأمناء. ويختص مجلس الأمناء بوضع الخطة العامة لسير أعمال المركز العلمية. كما يقوم بإعداد الميزانية العامة للمركز ويصيغ السياسة العلمية العامة وإعداد الخطة للبحوث والدراسات وذلك بالتعاون مع المؤسسات العلمية ذات العلاقة، إلى جانب الموافقة على اختيار الكوادر المراد تدربيها وابتعاثها إلى الخارج بما يتوافق مع احتياجات المركز من إعداد الكادر المؤهل والمتخصصين في مجال البحث العلمي.

### رئيس المركز
وهو المسؤول الأول في المركز الذي يقوم بالإشراف على الإدارات الفنية والإدارية بالمركز، كما يقوم بعملية التنظيم لأعمال مجلس أمناء المركز، ويمثله لدى الهيئات الأخرى، بالإضافة إلى الإشراف والتوجيه على إعداد المشاريع والخطط والبرامج العلمية التي تعدها اللجان العلمية التي تسير عمل المركز بالتعاون مع جميع الإدارات المختصة. كما يرأس المجلس العلمي للمركز الذي يتكون من نائب رئيس المركز ورؤساء الدوائر البحثية.

### نائب رئيس المركز
وهو المسؤول الذي يتعاون مع رئيس المركز وينوب عنه في إنجاز المهام التي يقوم بها المركز، ويتولى الإشراف المباشر على جميع دوائر البحث العلمي والإدارات واللجان المختصة، ومتابعه أعمال الشؤون المالية والإدارية ووضع اللوائح والأنظمة التي يتم بموجبها معاملة الباحثين والمترجمين على ضوء قانون جامعه صنعاء وقانون المركز. كما يتولى متابعة تنفيذ اللوائح المالية الخاصة بتنظيم موارد ومصروفات المركز إلى جانب المهام العلمية التي يكلف بإنجازها في مجال تخصصه أثناء تكليفه بها والتي تدخل ضمن اختصاصات المركز العلمية.

### دوائر الدراسات والبحوث
ينجز المركز مهامه في شؤون الدراسات والبحوث المحددة في خططه المقرة عبر مجموعة من الدوائر المختصة على الأصعدة التالية: السياسية، الاقتصادية، اللغوية، الاجتماعية والأنثروبولوجية، اللغوية، التاريخية ودائرة الترجمة. ولكل دائرة بحثية رئيس، كان يعينه رئيس المركز، ثم أصبح ينتخب من قبل باحثي الدائرة المعنية.
كما يشتمل الهيكل التنظيمي والإداري للمركز على مجموعة من الإدارات، كما هو مبين على النجو التالي:

#### إدارة التوثيق والمكتبات
تتولى هذه الإدارة القيام بالمهام التالية: التوثيق، الفهرسة، التصنيف، المكتبة، صالة المطالعة. وقد استطاعت هذه الإدارة أن تنشئ في فترة قياسية مكتبة عامة، تحتوي على العديد من المصادر والمراجع والدوريات والنشرات. كما أنها تهتم بجميع المخطوطات والوثائق اليمنية وتصويرها من المؤسسات العلمية من داخل الوطن وخارجه.
كما تقوم الإدارة بالإشراف على عملية التبادل والإهداء للمطبوعات والتنسيق مع المراكز العلمية العربية والمؤسسات المماثلة، من خلال قسم الإهداء والتبادل الذي يقوم بالاتصالات مع المراكز والمؤسسات العلمية في الوطن العربي وبعض الدول الصديقة، وذلك بغرض تبادل الكتب والدوريات.

#### إدارة النشر
تشرف هذه الإدارة على ترتيب عملية النشر للمواد التي يتم الموافقة عليها من إدارة المركز واللجان العلمية المختصة، لكل ما يراد نشره من أبحاث ومطبوعات، وتعمل على متابعة تجميع المواد والموضوعات التي تحال إليها من الإدارات والدوائر المعنية وتصححها، وتراجعها وتعدها للطبع والنشر.

#### الإدارة العامة للشؤون المالية والإدارية
تشرف هذه الإدارة على سير المسائل المالية والإدارية داخل المركز، وتقوم بإعداد الميزانية العامة للمركز على ضوء التعليمات الصادرة إليها بذلك ومناقشتها مع الجهات المختصة. كما تقوم بتطبيق اللوائح والنظم والقوانين الصادرة عن الخدمة المدنية والإصلاح الاداري وتعمل على توفير الاحتياجات الضرورية لجميع الإدارات والدوائر داخل المركز.

## مجلة دراسات يمنية
هي مجلة فصلية تصدر عن مركز الدراسات والبحوث اليمني، حيث يقوم المركز بإصدارها دورياً كل ثلاثة أشهر، وتشكل هذه المجلة منبراً علمياً للباحثين والعلماء العرب والأجانب، حيث أنها تفتح صفحاتها للدراسات والأبحاث العلمية الجادة، التي تهتم بالجوانب الفكرية والثقافية والعلمية للمجتمع اليمني قديمه وحديثه، وعلى كافة الأصعدة الاجتماعية والاقتصادية والتاريخية والسياسية، ويتولى رئيس المركز رئاسة تحرير المجلة.
صدر العدد الأول من مجلة دراسات يمنية في 15 سبتمبر 1978.
وتقوم الإدارة -أيضاً- بالإشراف على القسم الفني، وهو القسم الذي يتولى عملية التصوير وتسجيل الندوات التي تُعقد داخل المركز.

## أنشطة وفعاليات المركز
يحرص المركز بشكل دائم على إقامة وتنمية العلاقات الثقافية بينه وبين المراكز والهيئات والمؤسسات البحثية والثقافية عبر القنوات الرسمية، سواء العربية منها أو الأجنبية، بما يخدم تبادل الخبرات، والقيام بالدراسات والأبحاث المتعلقة باليمن. وقد عقد المركز العديد من الاتفاقيات والبروتوكولات الخاصة بالتعاون العلمي والثقافي مع عدد من الهيئات والمراكز المماثلة العربية والأجنبية التي تستهدف العمل المشترك في إجراء الدراسات والبحوث العلمية، وتسهل تبادل الباحثين، وتبادل المطبوعات والدوريات.

## رؤساء المركز
تولى رئاسة المركز عند إنشائه الأستاذ أحمد حسين المروني، ثم أعقبه الدكتور عبد العزيز المقالح حتى وفاته في نوفمبر 2022.